# Ivan Miklenić
Ivan Miklenić (Trnovec Desinićki, 29. studenoga 1954.) hrvatski je katolički svećenik, kanonik Prvostolnoga kaptola zagrebačkoga i dugogodišnji glavni urednik Glasa Koncila.

## Životopis

### Mladost i obrazovanje
Ivan Miklenić rođen je u Trnovcu Desinićkom kraj Desinića u Hrvatskom zagorju 29. studenoga 1954. godine. Odrastao je u vjerničkoj obitelji. Od djetinjstva je pokazivao interes za čitanjem knjiga te je sudjelovao u uređivanju učeničkih časopisa. Pohađao je Nadbiskupsko bogoslovsko sjemenište u Zagrebu. Obvezni vojni rok proveo je u Bjelovaru. Diplomirao je na Katoličko bogoslovnom fakultetu u Zagrebu 1980. godine. Zagrebački kardinal Franjo Kuharić zaredio ga je za svećenika u zagrebačkoj katedrali 29. lipnja iste godine. Na njega su osobito utjecali varaždinski biskup Marko Culej (koji je bio i njegov župnik u djetinjstvu) i fra Bonaventura Duda.

### Pastoralni i novinarski rad
Pastoralno je djelovao u župi sv. Josipa u zagrebačkoj četvrti Trešnjevka i župi sv. Ivana Krstitelja na zagrebačkoj Novoj Vesi. Nakon završetka studija i zaređenja počinje raditi i u Glasu Koncila. Od 1985. bio je zamjenik glavnog urednika, a od 1990. do 2020. godine glavni urednik.
Godine 2000. proglašen je kanonikom zagrebačkog Prvostolnoga kaptola, a 2010. papa Benedikt XVI. imenovao ga je monsinjorom. Aktivan je u medijskom i društvenom životu.

## Djela
Miklenić je, kao dugogodišnji novinar i urednik, autor velikog broja tekstova u Glasu Koncila. Također, autor je i urednik niza knjiga i znanstvenih članaka.
- Devetstota obljetnica Crkve zagrebačke (1995., uredio)[2]
- Koncil je nezaobilazan (1996., priredio)[3]
- Vjera, objava i čovjek (1999.)[4]
- Isus za čovjeka (2000.)[5]
- Kardinal Franjo Šeper - utemeljitelj katoličkoga lista Glas Koncila (2003., članak)[6]
- Pad naklade crkvenih tiskovina - očekivani trend ili urgentni poziv na premišljanje (2006., članak)[7]
- Sv. Marko Križevčanin : u prilozima Glasa Koncila (2009., uredio)[8]
- Križni put sa sv. Markom Križevčaninom (2010., molitvenik)[9]
- Sveti Marko Križevčanin i Hrvatska pred Europskom Unijom (2011., članak)[10]
- Smisao crkvenih medija: od dosade do evangelizacije (2012., članak)[11]
- Doprinos Glasa Koncila u borbi za oslobođenje od komunizma (2012., članak)[12]
- Medijske koncilske ideje u Crkvi u Hrvatskoj (2012., članak)[13]
- Pogledi u Glas Koncila (2013.)[14]
- Vjera naših dana (2014., suautor)[15]
- Okovana Hrvatska : komentari Glasa Koncila (2015., I-IV)[16]
- Bog oslobađa čovjeka : korizmena i uskrsna prepoznavanja (2021.)[17][18]

## Nagrade
- 2019.: Nagrada za životno djelo Hrvatskog društva katoličkih novina[19]
- 2020.: Nagrada za životno djelo Hrvatskih novinara i publicista[20]

## Vanjske poveznice
Mrežna mjesta
- * U našim medijima mora doći do triježnjenja, Vijenac 512/2013.